# Adelans-et-le-Val-de-Bithaine
Adelans-et-le-Val-de-Bithaine est une commune française située dans le département de la Haute-Saône, en Franche-Comté, dans la région administrative Bourgogne-Franche-Comté.

## Géographie
Adelans-et-le-Val-de-Bithaine est située à 15 km à l'ouest de Lure, dans un environnement vallonné. La commune est dominée par le mont Jarroz et parcourue par trois cours d'eau : le Bourbier, le Bauvier et la Colombine. Le territoire communal repose sur le bassin houiller stéphanien sous-vosgien.

### Géologie et relief
Installée dans un environnement vallonné, la commune est dominée par le mont Jarroz et repose sur le bassin houiller stéphanien sous-vosgien.

### Hydrographie
Adelans-et-le-Val-de-Bithaine est parcourue par trois cours d'eau : le Bourbier, le Bauvier et la Colombine.

### Climat
Pour des articles plus généraux, voir Climat de la Bourgogne-Franche-Comté et Climat de la Haute-Saône.
En 2010, le climat de la commune est de type climat de montagne, selon une étude du Centre national de la recherche scientifique s'appuyant sur une série de données couvrant la période 1971-2000. En 2020, Météo-France publie une typologie des climats de la France métropolitaine dans laquelle la commune est exposée à un climat semi-continental et est dans la région climatique Lorraine, plateau de Langres, Morvan, caractérisée par un hiver rude (1,5 °C), des vents modérés et des brouillards fréquents en automne et hiver.
Pour la période 1971-2000, la température annuelle moyenne est de 9,9 °C, avec une amplitude thermique annuelle de 17,4 °C. Le cumul annuel moyen de précipitations est de 1 215 mm, avec 13,8 jours de précipitations en janvier et 10,4 jours en juillet. Pour la période 1991-2020, la température moyenne annuelle observée sur la station météorologique de Météo-France la plus proche, « Saulx-de-Vesoul », sur la commune de Saulx à 9 km à vol d'oiseau, est de 10,9 °C et le cumul annuel moyen de précipitations est de 1 066,3 mm. 
La température maximale relevée sur cette station est de 39,5 °C, atteinte le 25 juillet 2019 ; la température minimale est de −21 °C, atteinte le 13 janvier 1987,,.
Les paramètres climatiques de la commune ont été estimés pour le milieu du siècle (2041-2070) selon différents scénarios d'émission de gaz à effet de serre à partir des nouvelles projections climatiques de référence DRIAS-2020. Ils sont consultables sur un site dédié publié par Météo-France en novembre 2022.

## Urbanisme

### Typologie
Au 1er janvier 2024, Adelans-et-le-Val-de-Bithaine est catégorisée commune rurale à habitat dispersé, selon la nouvelle grille communale de densité à sept niveaux définie par l'Insee en 2022.
Elle est située hors unité urbaine. Par ailleurs la commune fait partie de l'aire d'attraction de Lure, dont elle est une commune de la couronne,. Cette aire, qui regroupe 33 communes, est catégorisée dans les aires de moins de 50 000 habitants,.

### Occupation des sols
L'occupation des sols de la commune, telle qu'elle ressort de la base de données européenne d’occupation biophysique des sols Corine Land Cover (CLC), est marquée par l'importance des forêts et milieux semi-naturels (60,4 % en 2018), une proportion sensiblement équivalente à celle de 1990 (59,9 %). La répartition détaillée en 2018 est la suivante : 
forêts (56,9 %), prairies (27,5 %), terres arables (8 %), milieux à végétation arbustive et/ou herbacée (3,5 %), zones urbanisées (3 %), zones industrielles ou commerciales et réseaux de communication (1 %). L'évolution de l’occupation des sols de la commune et de ses infrastructures peut être observée sur les différentes représentations cartographiques du territoire : la carte de Cassini (XVIIIe siècle), la carte d'état-major (1820-1866) et les cartes ou photos aériennes de l'IGN pour la période actuelle (1950 à aujourd'hui).

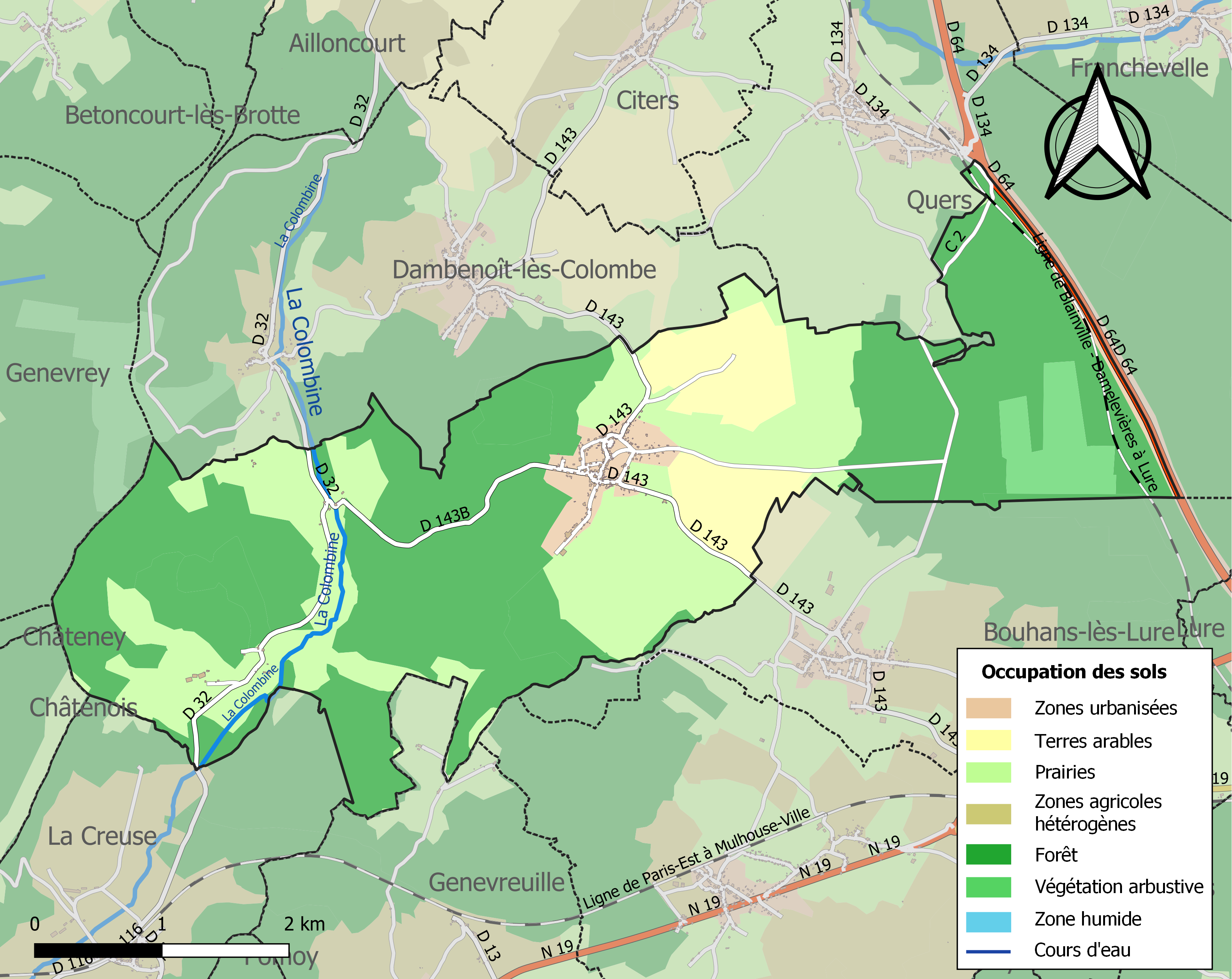
Carte des infrastructures et de l'occupation des sols de la commune en 2018 (CLC).

## Toponymie
Adelans serait issu du nom propre d'homme germanique, latinisé sous la forme imparisyllabique Adalo, au génitif Adalonis : forme familière et hypocoristique de l'un des nombreux anthroponymes germaniques (Adalbaldus, Adalbertus, Adalmundus, Adalricus) dont le premier élément est adal signifiant « noble ».
Une autre explication, selon Ernest Nègre, est qu'Adelans soit issu du nom de personne germanique Addelo et du suffixe germanique -ingen, romanisé en  -ingos.
Bithaine est une forme vulgaire du bas latin Bethania,, désignant une localité située à deux kilomètres de Jérusalem, dont les Évangiles font douze fois mention. Par exemple, c'est à Béthanie que saint Luc place la dernière apparition du Christ à ses apôtres : Eduxit autem eos foras in Bethaniam, et, elevatis manibus suis, benedixit eis ; et factum est, dum benediceret illis, recessit ab eis et ferebatur in caelum (Luc, XXIV, 50-51)[réf. obsolète][Quoi ?].

## Histoire
Le site de Bithaine était déjà occupé sous l'Antiquité. Des fouilles archéologiques ont en effet mis au jour des vestiges de constructions gallo-romaines. Mais le village doit son origine à la construction de l'abbaye cistercienne fondée en 1133.
L'occupation d'Adelans semble être plus récente, elle est cependant citée en 815 dans le cartulaire de Charlemagne. Et dès le XIIe siècle une maison du Temple est située sur le territoire de la commune. Au Moyen Âge, Adelans devient une ville importante ; ainsi, en 1415 elle fut citée comme l'une des plus riches villes de la seigneurie de Faucogney.
Bithaine a appartenu à la même seigneurie, jusqu'au XIIIe siècle, époque à laquelle les seigneurs donnent leurs droits et leurs terres à l'abbaye de l'ordre de Cîteaux, construite sur la commune. Pendant la première moitié du XIXe siècle une importante filature de coton y a fonctionné, le site ayant été vendu comme bien national à la Révolution française.
Après la découverte du gisement de houille dans le secteur, le territoire communal est intégré en juin 1914 dans la concession de Saint-Germain, d'une superficie de 5 308 ha. Aucun chantier d'exploitation n'a lieu, retardé par les guerres mondiales, les crises du charbon et l'incertitude d'une rentabilité.
Les deux communes d'Adelans et de Bithaine-et-le-Val, qui ne comptait plus que 15 habitants en 1990, ont été réunies sous le nom d'Adelans-et-le-Val-de-Bithaine en 1993.

## Politique et administration

### Rattachements administratifs et électoraux
La commune fait partie de l'arrondissement de Lure du département de la Haute-Saône,  en région Bourgogne-Franche-Comté. Pour l'élection des députés, elle dépend de la deuxième circonscription de la Haute-Saône.
La commune a été constituée en 1993 par la réunion d'Adelans et de Bithaine-et-le-Val. La première dépendait depuis 1805 du canton de Lure, puis, à la suite de sa division, du canton de Lure-Nord en 1985, et la seconde dépendait du canton de Saulx, créé en 1793.
Entre la fusion des communes et le redécoupage cantonal de 2014 en France, la commune est restée divisée entre ces deux anciens cantons. Depuis 2015, la commune est rattachée en totalité du canton de Lure-1.

### Intercommunalité
La commune était membre de la communauté de communes des Franches-Communes, créée le 31 décembre 2001 et qui regroupait 14 communes et environ 4 200 habitants.
Dans le cadre des dispositions de la loi du 16 décembre 2010 de réforme des collectivités territoriales, qui prévoit toutefois d'achever et de rationaliser le dispositif intercommunal en France, et notamment d'intégrer la quasi-totalité des communes françaises dans des EPCI à fiscalité propre dont la population soit normalement supérieure à 5 000 habitants, le schéma départemental de coopération intercommunale de 2011 a prévu la fusion des communautés de communes :
- du Pays de Saulx,
- des grands bois
- des Franches Communes (sauf  Amblans et Genevreuille),

et en y rajoutant la commune isolée de Velorcey, afin de former une nouvelle structure regroupant 42 communes et environ 11 200 habitants.
Cette fusion est effective depuis le 1er janvier 2014 et a permis la création, à la place des intercommunalités supprimées, de  la Communauté de communes du Triangle Vert.

### Liste des maires
| Période                                  | Période | Identité     | Étiquette | Qualité |
| ---------------------------------------- | ------- | ------------ | --------- | ------- |
| Les données manquantes sont à compléter. |         |              |           |         |
| 1954                                     | 1994    | Henri Magrey | DVD       |         |

| Période                                  | Période | Identité | Étiquette | Qualité |
| ---------------------------------------- | ------- | -------- | --------- | ------- |
| Les données manquantes sont à compléter. |         |          |           |         |

| Période  | Période                   | Identité            | Étiquette | Qualité          |
| -------- | ------------------------- | ------------------- | --------- | ---------------- |
| 1994     | 2001                      | Michel Monnin       |           |                  |
| 2001     | 2008                      | Eliane Olivier      |           |                  |
| 2008     | mai 2020                  | Paul Martaux        | SE        | Retraité Peugeot |
| mai 2020 | En cours (au 29 mai 2020) | Jean-Marie Bringout |           |                  |

## Population et société
Les habitants se nomment les « Adelanais » et les « Adelanaises ».

### Démographie

#### Évolution démographique
L'évolution du nombre d'habitants est connue à travers les recensements de la population effectués dans la commune depuis 1793. Pour les communes de moins de 10 000 habitants, une enquête de recensement portant sur toute la population est réalisée tous les cinq ans, les populations de référence des années intermédiaires étant quant à elles estimées par interpolation ou extrapolation. Pour la commune, le premier recensement exhaustif entrant dans le cadre du nouveau dispositif a été réalisé en 2005.
En 2022, la commune comptait 313 habitants, en évolution de +5,74 % par rapport à 2016 (Haute-Saône : −1,4 %, France hors Mayotte : +2,11 %). Le maximum de la population a été atteint à Adelans en 1846 avec 528 habitants, tandis que pour Bithaine c'est en 1831 avec 334 habitants.
| 1793 | 1800 | 1806 | 1821 | 1831 | 1836 | 1841 | 1846 | 1851 |
| ---- | ---- | ---- | ---- | ---- | ---- | ---- | ---- | ---- |
| 350  | 371  | 372  | 423  | 451  | 475  | 527  | 528  | 510  |

| 1856 | 1861 | 1866 | 1872 | 1876 | 1881 | 1886 | 1891 | 1896 |
| ---- | ---- | ---- | ---- | ---- | ---- | ---- | ---- | ---- |
| 418  | 401  | 404  | 417  | 427  | 399  | 386  | 355  | 332  |

| 1901 | 1906 | 1911 | 1921 | 1926 | 1931 | 1936 | 1946 | 1954 |
| ---- | ---- | ---- | ---- | ---- | ---- | ---- | ---- | ---- |
| 316  | 293  | 298  | 261  | 227  | 231  | 217  | 206  | 203  |

| 1962 | 1968 | 1975 | 1982 | 1990 | 1999 | 2005 | 2006 | 2010 |
| ---- | ---- | ---- | ---- | ---- | ---- | ---- | ---- | ---- |
| 197  | 180  | 167  | 197  | 270  | 251  | 305  | 317  | 309  |

| 2015 | 2020 | 2022 | - | - | - | - | - | - |
| ---- | ---- | ---- | - | - | - | - | - | - |
| 298  | 310  | 313  | - | - | - | - | - | - |

#### Pyramide des âges
En 2018, le taux de personnes d'un âge inférieur à 30 ans s'élève à 32,0 %, soit au-dessus de la moyenne départementale (31,7 %). À l'inverse, le taux de personnes d'âge supérieur à 60 ans est de 28,8 % la même année, alors qu'il est de 29,7 % au niveau départemental.
En 2018, la commune comptait 148 hommes pour 156 femmes, soit un taux de 51,32 % de femmes, légèrement supérieur au taux départemental (50,77 %).
Les pyramides des âges de la commune et du département s'établissent comme suit.
| Hommes | Classe d’âge | Femmes |
| ------ | ------------ | ------ |
| 0,7    | 90 ou +      | 0,6    |
| 6,0    | 75-89 ans    | 5,7    |
| 22,5   | 60-74 ans    | 22,0   |
| 21,2   | 45-59 ans    | 20,8   |
| 18,5   | 30-44 ans    | 18,2   |
| 12,6   | 15-29 ans    | 12,6   |
| 18,5   | 0-14 ans     | 20,1   |

| Hommes | Classe d’âge | Femmes |
| ------ | ------------ | ------ |
| 0,7    | 90 ou +      | 1,9    |
| 8      | 75-89 ans    | 10,6   |
| 19,9   | 60-74 ans    | 20,4   |
| 21,4   | 45-59 ans    | 20,8   |
| 17,2   | 30-44 ans    | 16,7   |
| 15,3   | 15-29 ans    | 13,5   |
| 17,5   | 0-14 ans     | 16,1   |

### Loisirs
- Sport : Football : AS Adelans-et-le-Val-de-Bithaine – Bouhans (4e Division de District) 2005-2006.

### Manifestations culturelles et festivités
Fêtes patronales
- d'Adelans : le 15 août ;
- du Val de Bithaine : le 6 novembre.

## Économie
Adelans-et-le-Val-de-Bithaine est une commune rurale dont l'économie est essentiellement agricole.

## Culture locale et patrimoine

### Lieux et monuments

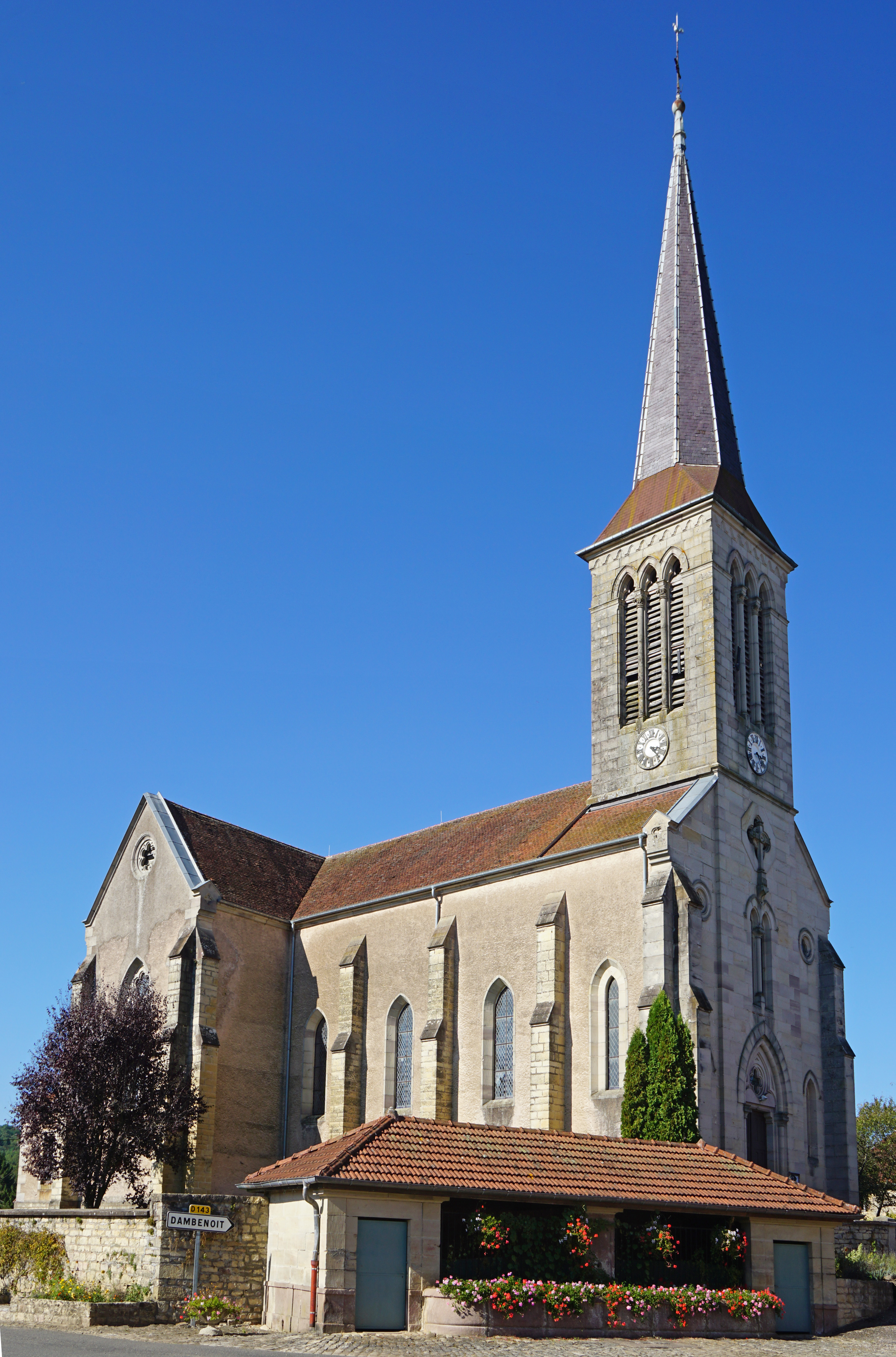
L'église et le lavoir.

- L'église néo-gothique d'Adelans : elle a été édifiée au XIXe siècle. Elle abrite une table de communion en fer forgé ainsi que du mobilier et des statues du XVIIIe siècle.

L'église du village.
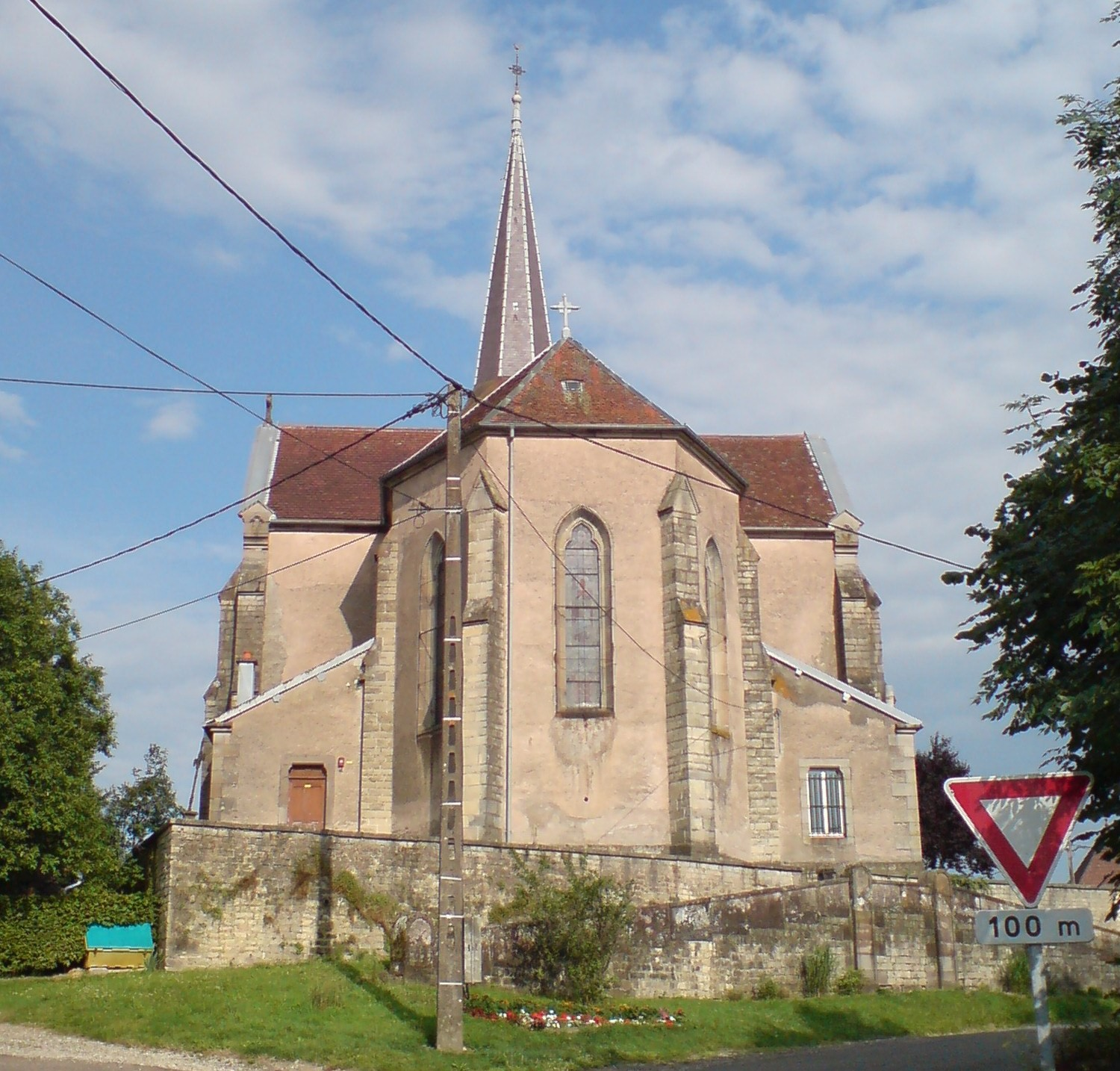
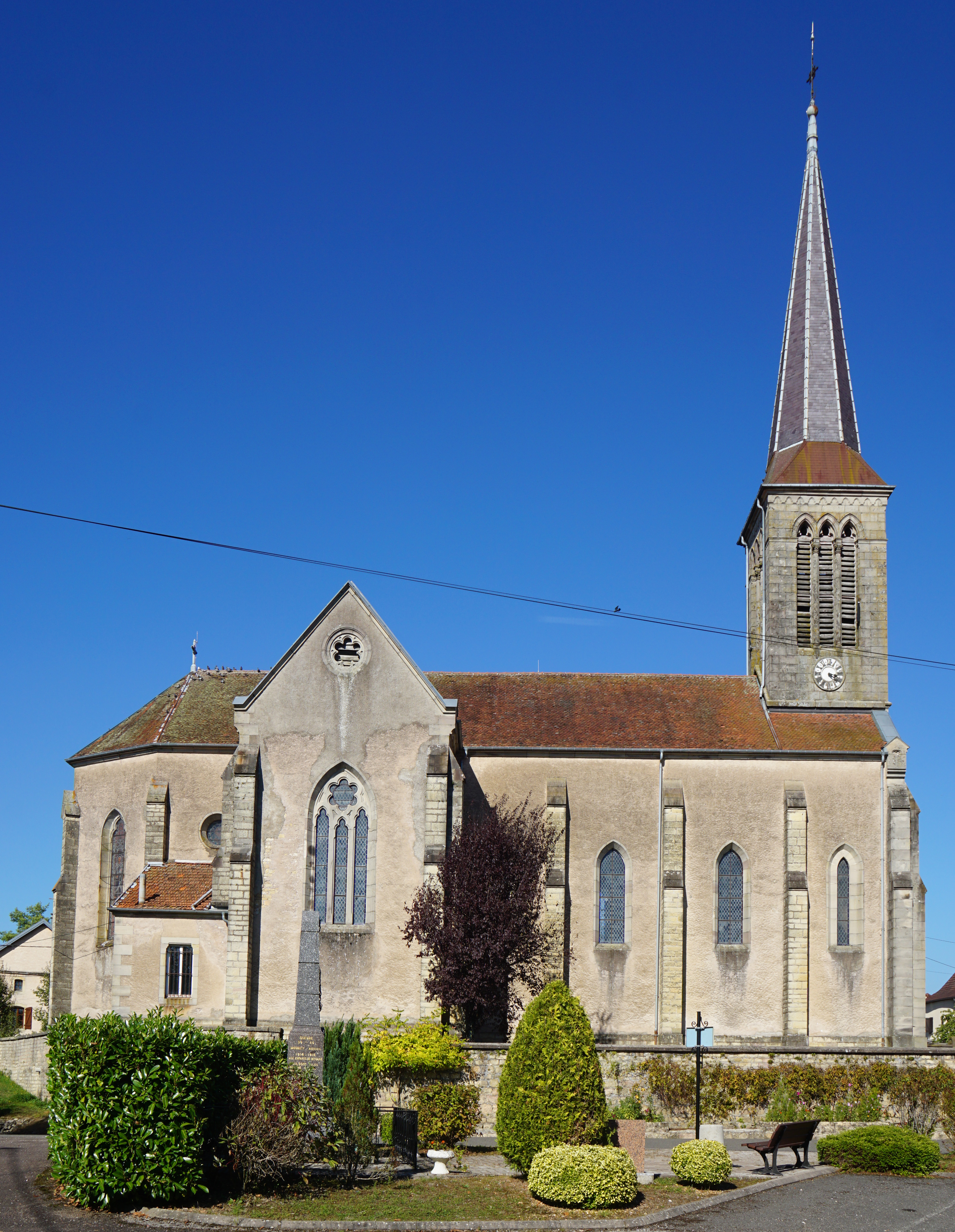
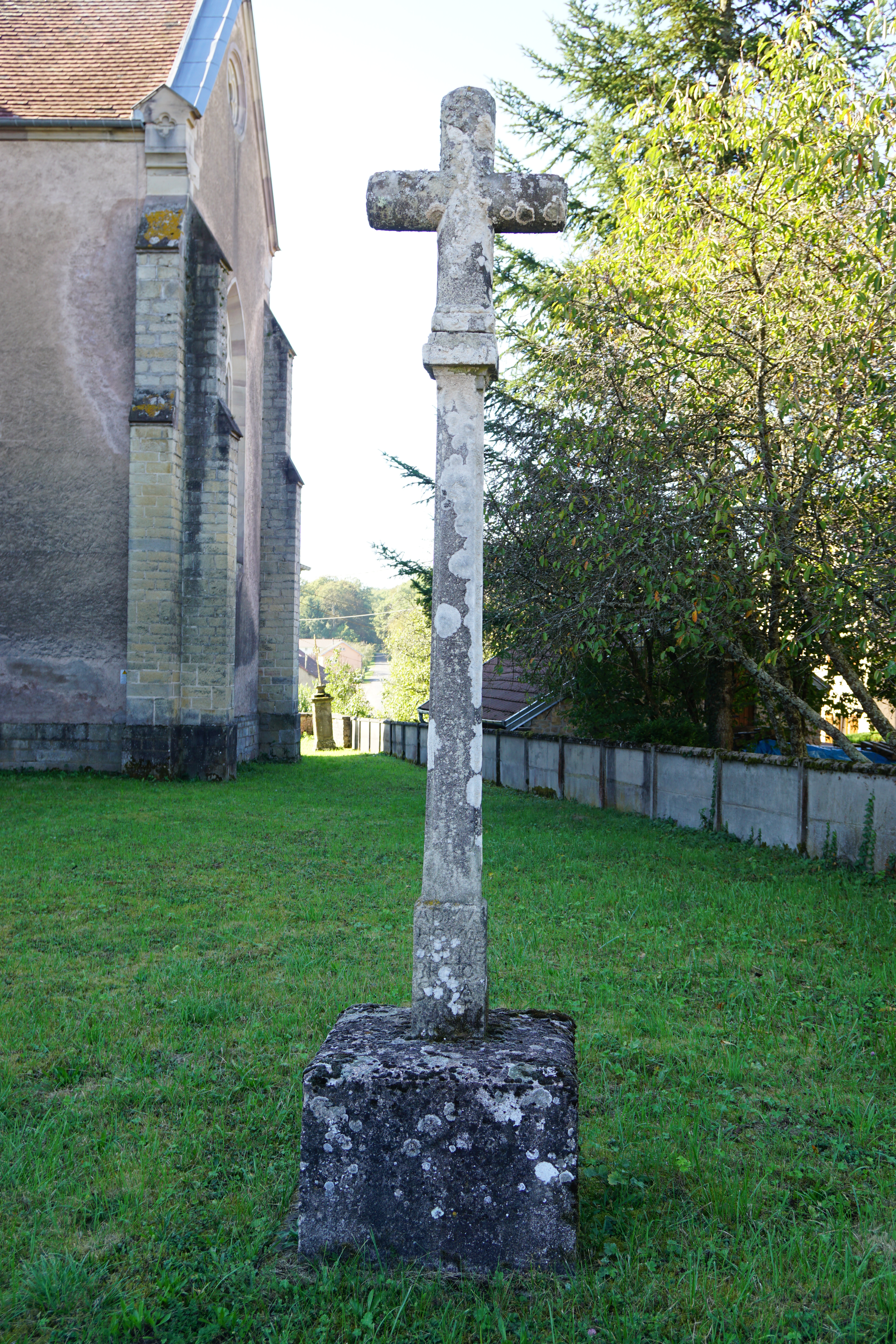
Croix de l'église.

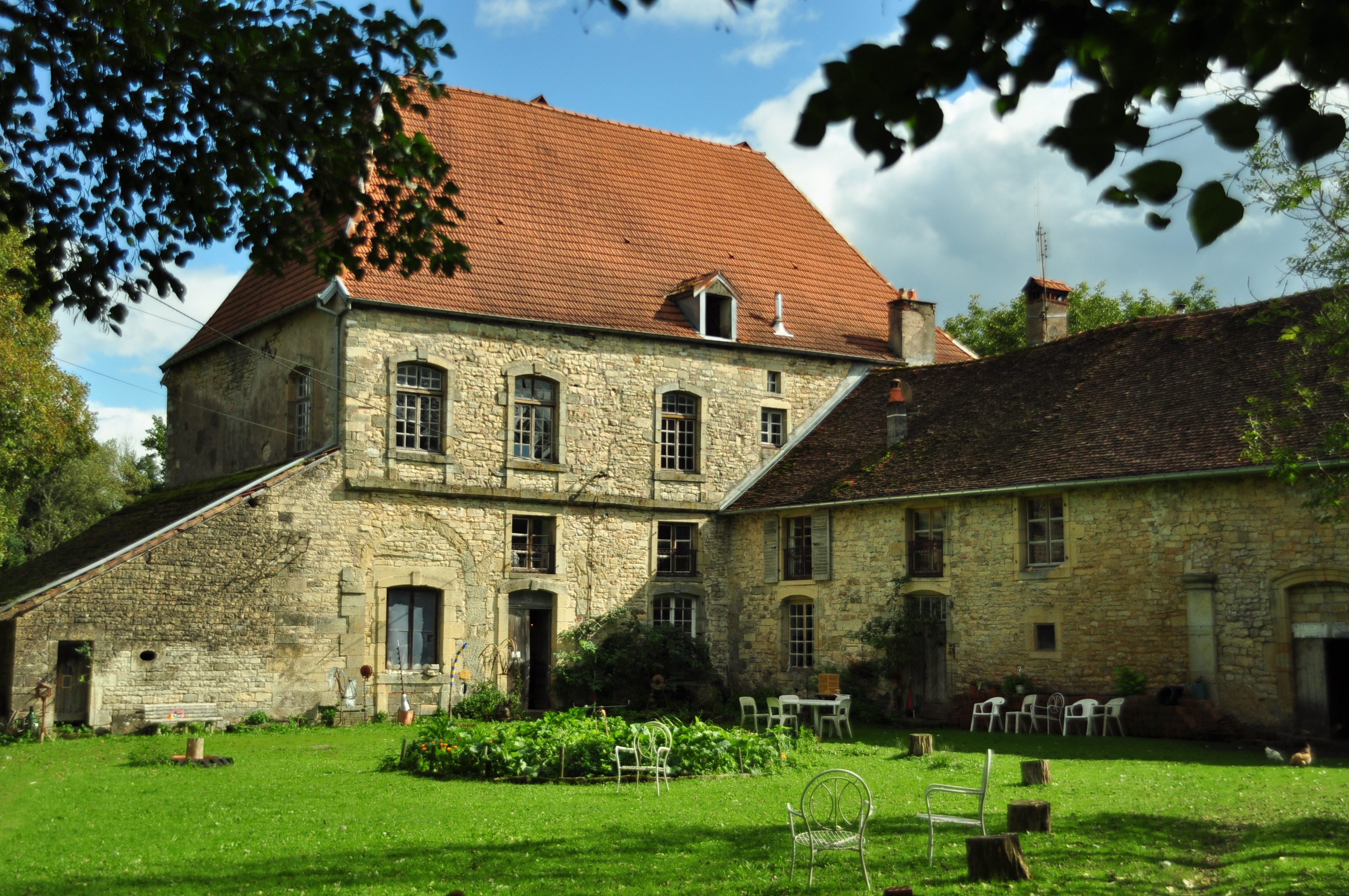
L'abbaye de Bithaine.

- L'abbaye de Bithaine : c'est une abbaye cistercienne du XIIe siècle en 1133[34],[35].

D'après une légende que la tradition locale a conservée, la fondation de l'abbaye de Bithaine serait l'accomplissement d'un vœu fait par Aymon de Faucogney, seigneur de Faucogney. Parti en croisé il est fait prisonnier par les Sarrasins à Béthanie en Terre Sainte. On l'avertit alors qu'après trois jours de captivité, il sera tué et mangé par ses ennemis. Durant ce laps de temps, le captif invoque alors dévotement la Sainte Vierge et la prie de lui épargner la mort cruelle dont il est menacé ; il lui fait la promesse de faire bâtir, sur ses propres terres, un monastère où l'on célébrera tous les jours une messe en son honneur. Sa prière est exaucée : une nuit, la porte de sa prison s'ouvre et il se retrouve miraculeusement transporté dans sa province natale, au milieu de broussailles du val de Bithaine. C'est de ce miracle que serait née l'abbaye.
L'origine de Bithaine s'inscrit en effet dans la foulée des croisades. Aymon de Faucogney, fait alors, en avril 1133, la donation d'une partie de ses terres aux abbés de l'abbaye de Morimond, quatrième fille de Cîteaux. L'abbé Otton de Freising y envoie Albéric accompagné de quelques moines. C'est ainsi que l'abbaye Notre-Dame de Bethania (Béthanie), aujourd'hui Bithaine a vu le jour. Elle est la huitième fille de Morimond.
Bithaine connaît au cours des siècles d'abord la prospérité puis le déclin.
Dès sa création, le monastère est favorisé et protégé par les seigneurs de Faucogney. Au rythme de nombreuses donations, l'abbaye de Bithaine prospère et voit le nombre de ses moines augmenter suffisamment pour qu'au milieu du XIIe siècle, l'abbaye puisse à son tour essaimer en terre de Lorraine. C'est ainsi que Ferrière, 323e abbaye de la filiation Morimond, voit le jour (Clairelieu constituant le site définitif à quelques kilomètres plus au nord).
Par la suite, la situation financière se détériore progressivement, le rythme des donations fléchit, et le nombre de moines présents sur le site ne cesse de s'amenuiser. La dispersion géographique trop importante des granges sous la responsabilité de Bithaine et les difficultés de gestion qui en découlent contribuent à l'accentuation des problèmes financiers de l'abbaye. Malgré ces épreuves, le domaine survivra.
Trois églises successives, toutes de dimensions modestes, semblent avoir été érigées : une première à la date de la fondation de l'abbaye, une seconde à la fin du XIIIe siècle, et la dernière en 1769 et qui fut démolie durant la Révolution.
La tourmente de 1789 engendre en effet la fin de la vie monastique à Bithaine et le saccage des bâtiments alors à peine restaurés. Déclarées bien national en 1793, les terres de Bithaine sont découpées en lots et vendues. L'abbaye déjà endommagée lors de révoltes est pillée puis partiellement détruite. Après la Révolution, sont construits les bâtiments actuels sur les ruines de l'ancienne abbaye. Ceux-ci passent ensuite entre les mains de plusieurs propriétaires. En 1995, l'abbaye est inscrite sur l'inventaire supplémentaire des monuments historiques. Il ne reste actuellement de l'ancienne abbaye, que le quartier claustral du XVIIIe siècle, l'aile est, le pigeonnier et une fontaine inscrite aux Monuments Historiques.
- Bois communaux : les 1 000 hectares de bois communaux sont traversés par des chemins de randonnée. Des circuits-découverte vélo-route ont également été mis en place dans toute la communauté de communes.

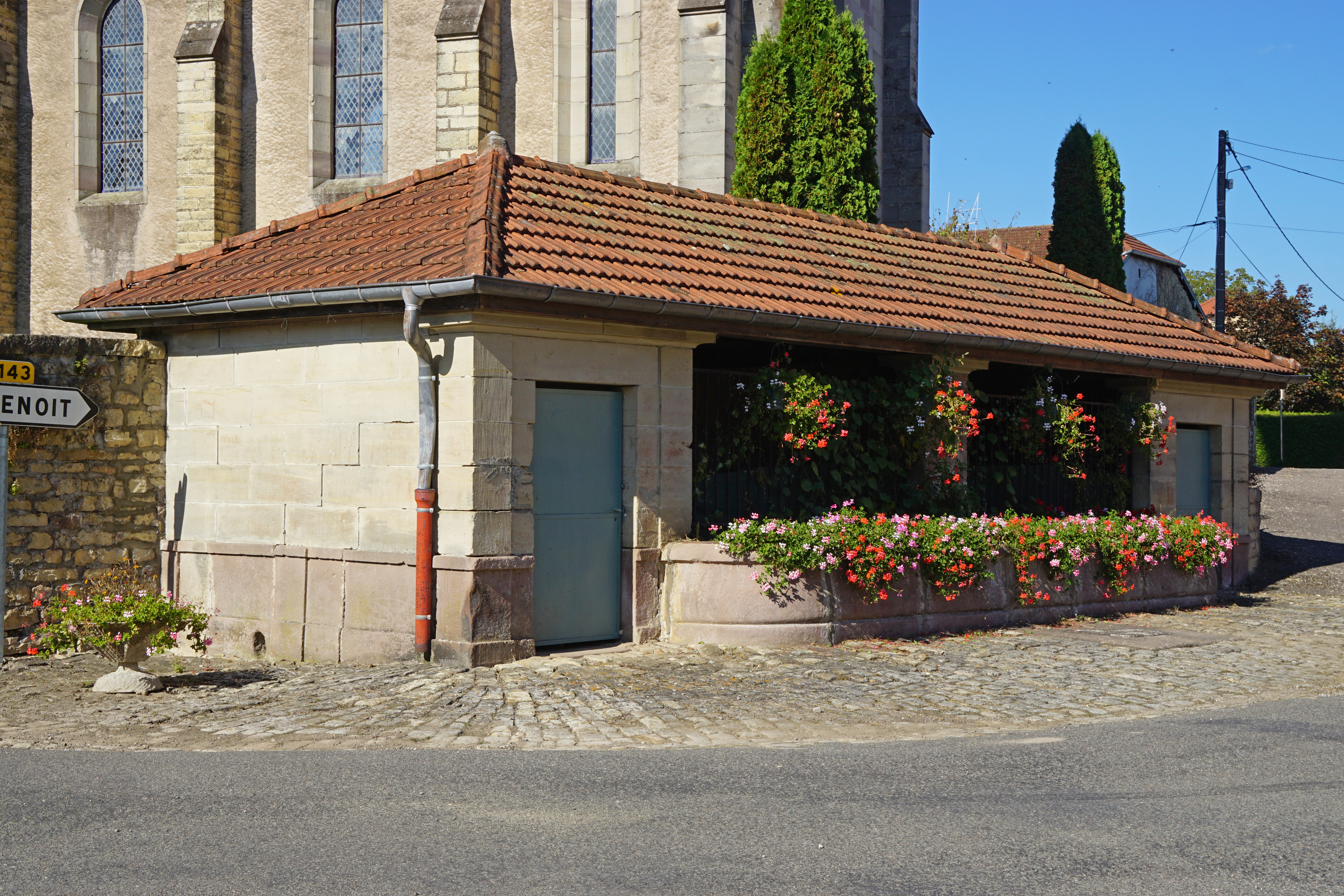
Le lavoir.
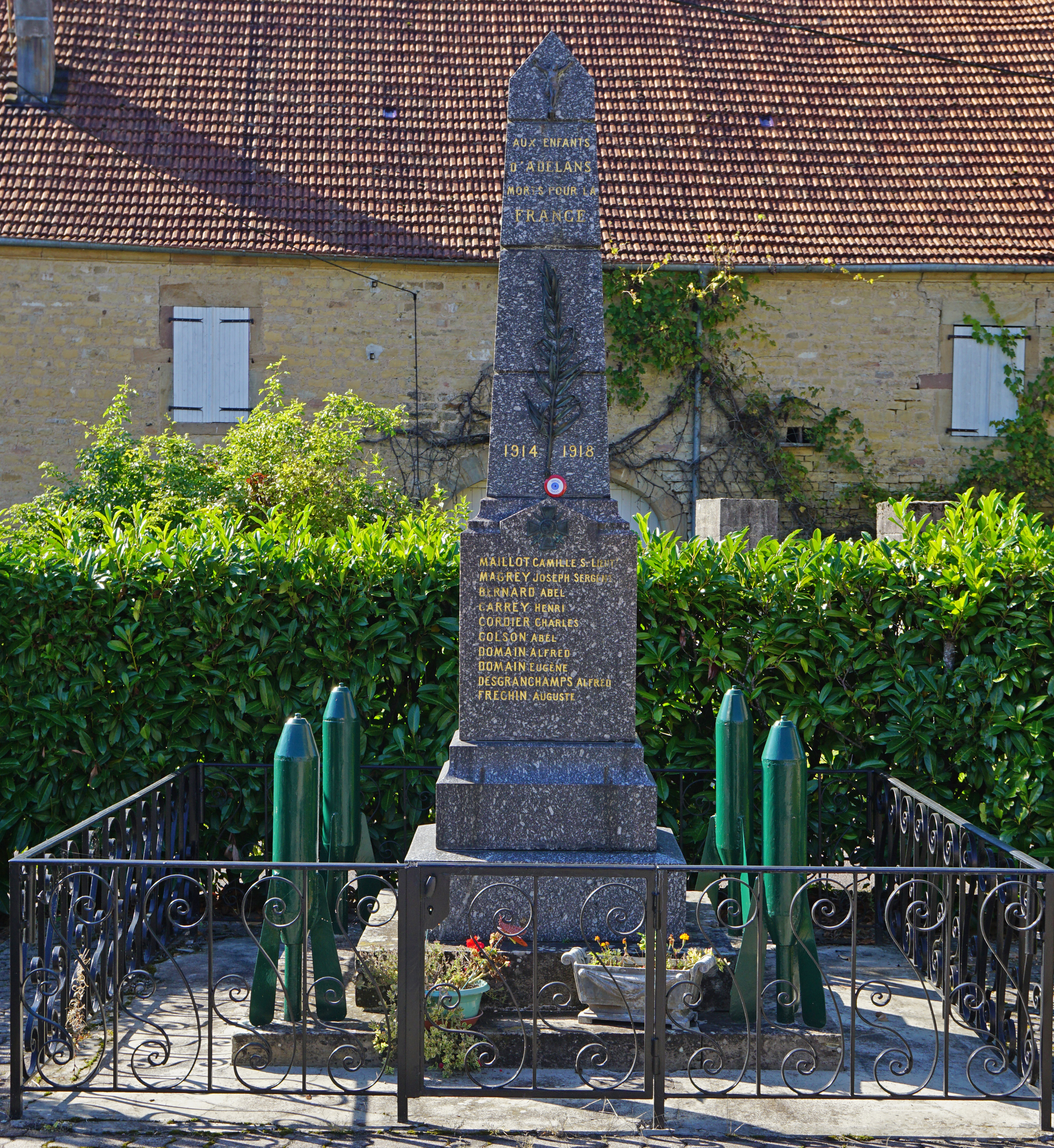
Le monument aux morts.
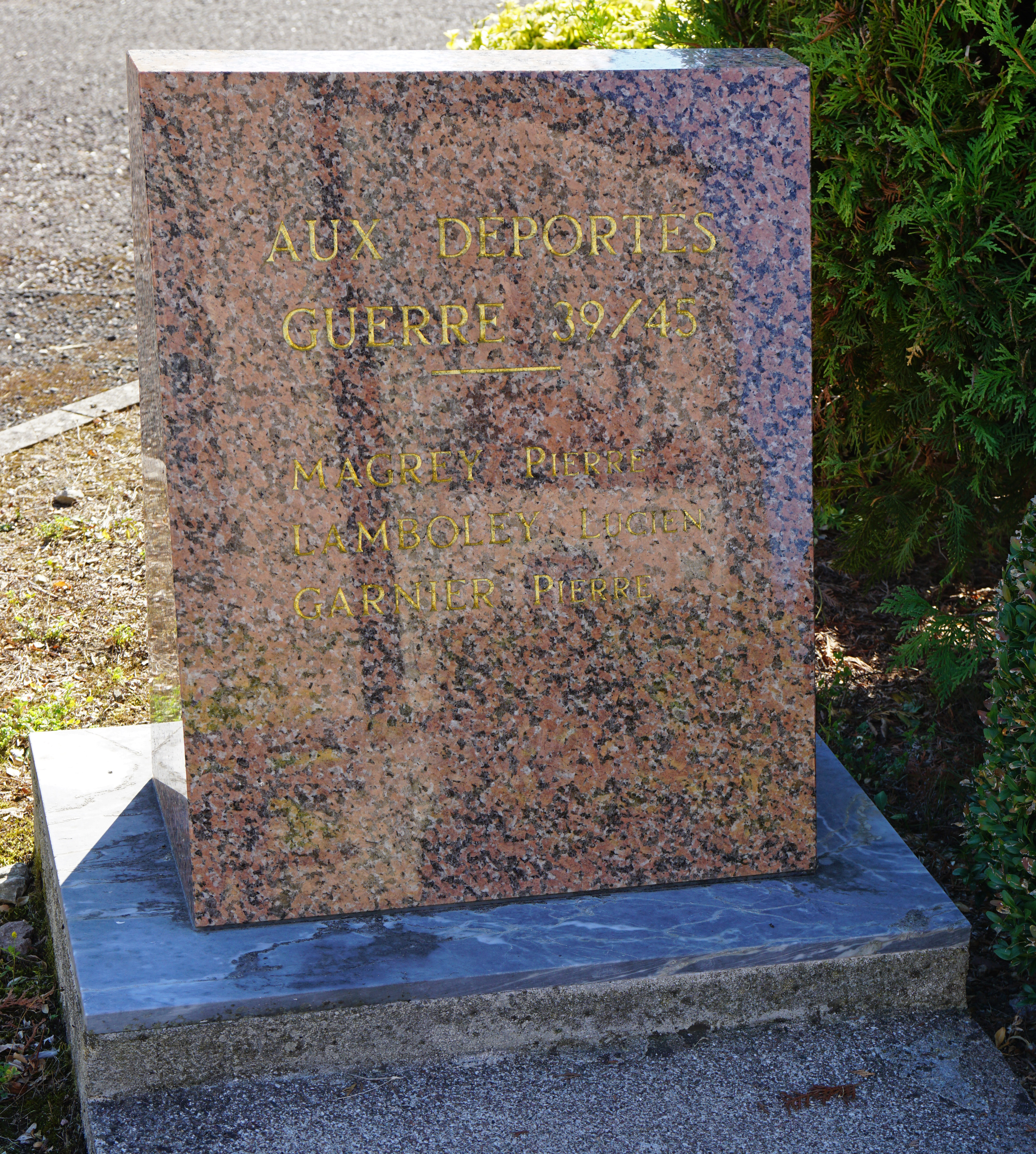
Hommage aux déportés.
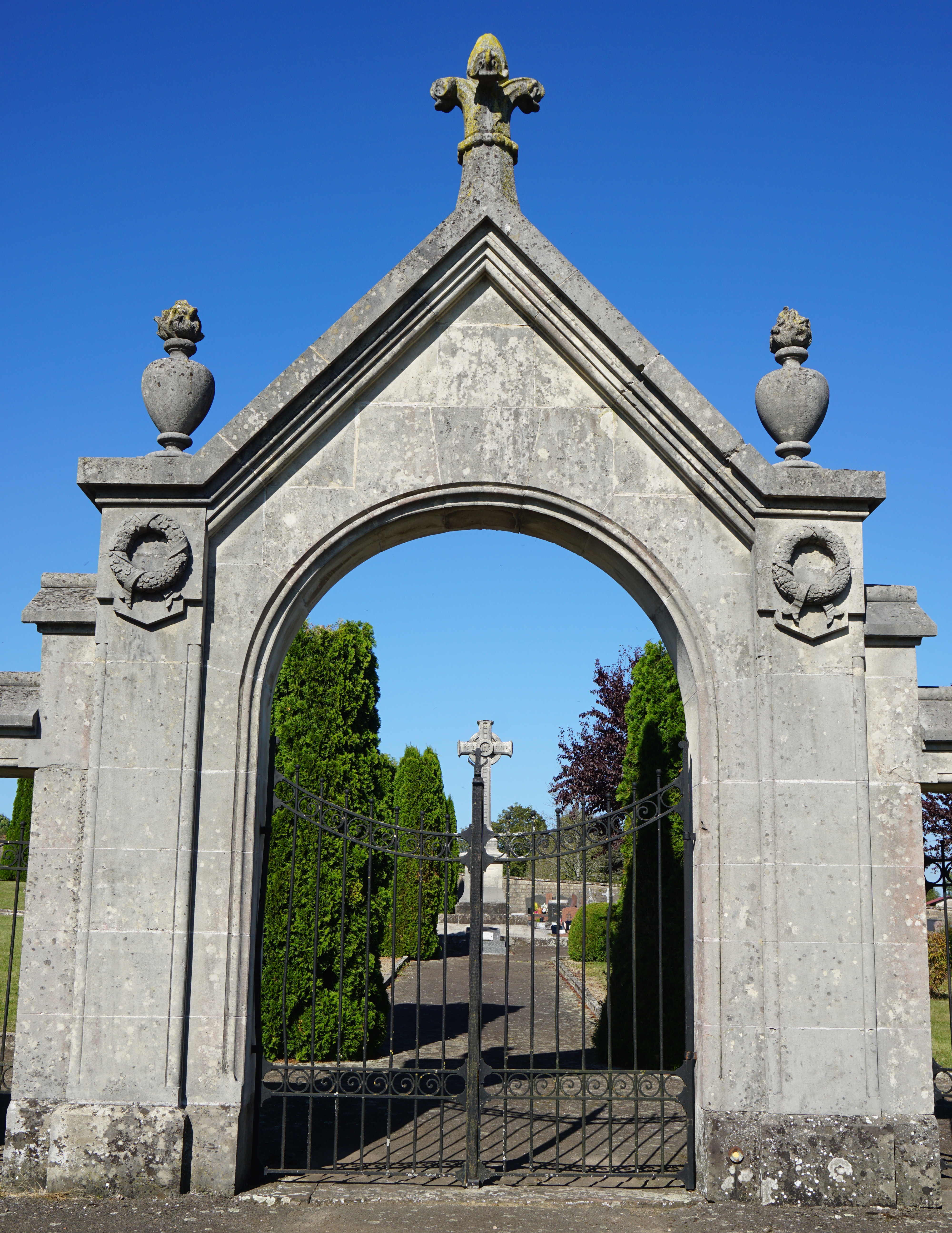
L'entrée du cimetière.
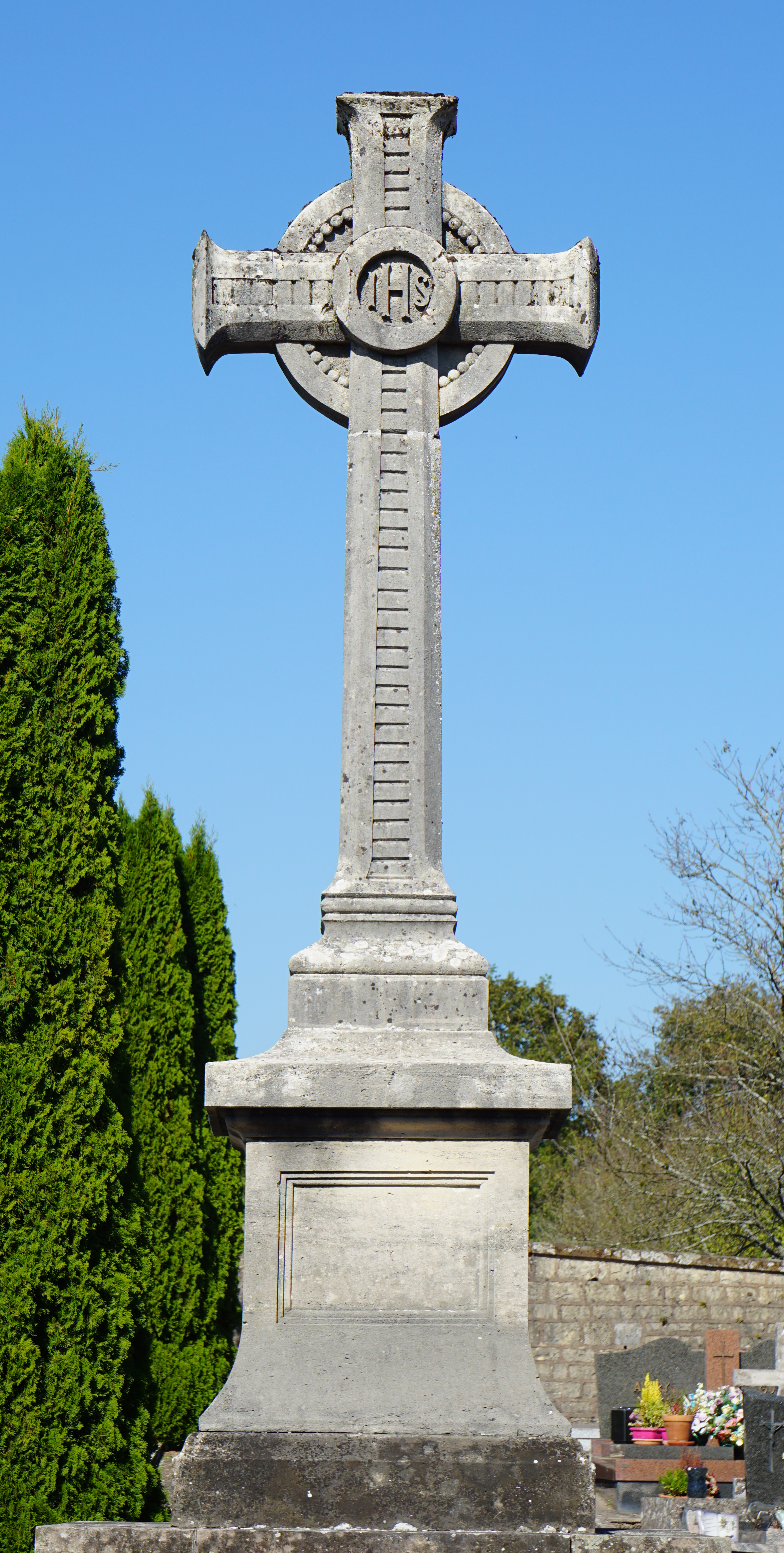
Croix du cimetière.
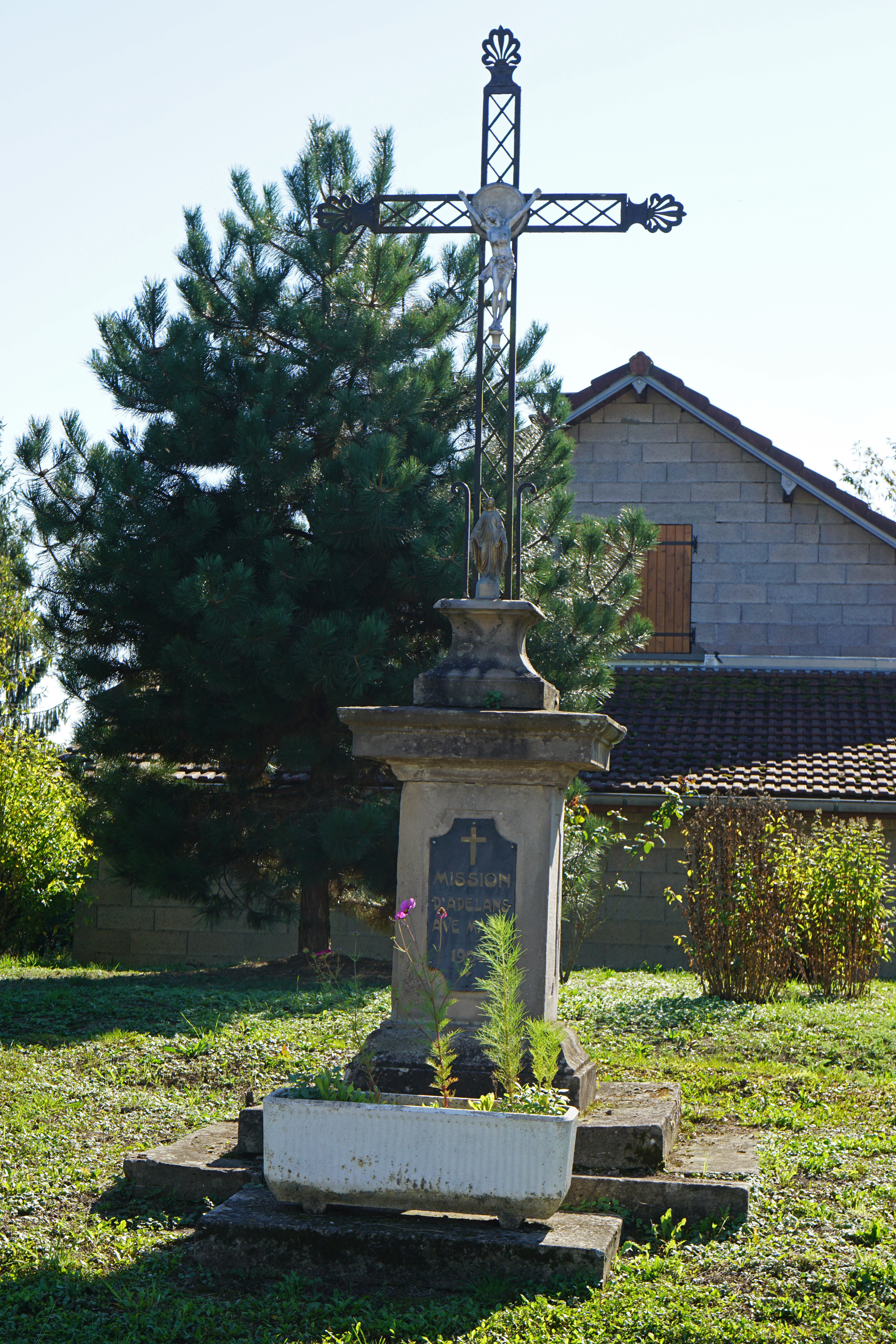
Calvaire.

## Héraldique
| Blason de Adelans-et-le-Val-de-Bithaine | Blason  | Écartelé: au 1 d'azur à une rose des jardins d'argent, au 2 d'or à un chêne de sinople fûté de tenné, au 3 d'or à trois bandes de gueules, au 4 de sinople à un crosseron d'argent posée en barre. |
| Blason de Adelans-et-le-Val-de-Bithaine | Détails | Informations communales du 18 avril 2025 sur l'application PanneauPocket. Auteur(s)J-F Binon |